# Michael Somes
Michael George Somes (Horsley, 28 settembre 1917 – Londra, 18 novembre 1994) è stato un ballerino inglese.
Ha svolto la sua carriera quasi interamente al Royal Ballet, dove è stato anche primo ballerino e vice direttore, contribuendo alla messa in scena e alla diffusione delle opere di Frederick Ashton.

## Biografia
Nel 1934 ricevette una borsa di studio per la Royal Ballet School, per poi entrare ufficialmente nella compagnia. Frequente partner di scena di Margot Fonteyn, Sommes fu un apprezzato interprete dell'opera di Frederick Ashton e ricoprì ventiquattro ruoli in nuove coreografie di Ashton. Fu primo ballerino del Royal Ballet dal 1951 al 1962, quando Nureyev divenne la star maschile di Covent Garden. In seguito, Somes danzò con successo in ruoli da caratterista, tra cui Lord Capuleti in Romeo e Giulietta, per poi diventare vice direttore dal 1963 al 1970. In seguito è rimasto nella compagnia come maestro fino al 1984.
Dopo il primo matrimonio con Antoinette Sibley, Somes si risposò con la ballerina Wendy Ellis, con cui rimase fino alla morte, che lo colse nel 1994 per un tumore al cervello.